# Liste der Baudenkmale in Rhinow
In der Liste der Baudenkmale in Rhinow sind alle denkmalgeschützten Bauten der brandenburgischen Stadt Rhinow und ihrer Ortsteile aufgelistet. Grundlage ist die Veröffentlichung der Landesdenkmalliste mit dem Stand vom 31. Dezember 2021.

## Baudenkmale in den Ortsteilen
In den Spalten befinden sich folgende Informationen:
- ID-Nr.: Die Nummer wird vom Brandenburgischen Landesamt für Denkmalpflege vergeben. Ein Link hinter der Nummer führt zum Eintrag über das Denkmal in der Denkmaldatenbank. In dieser Spalte kann sich zusätzlich das Wort Wikidata befinden, der entsprechende Link führt zu Angaben zu diesem Denkmal bei Wikidata.
- Lage: die Adresse des Denkmales und die geographischen Koordinaten. Link zu einem Kartenansichtstool, um Koordinaten zu setzen. In der Kartenansicht sind Denkmale ohne Koordinaten mit einem roten beziehungsweise orangen Marker dargestellt und können in der Karte gesetzt werden. Denkmale ohne Bild sind mit einem blauen bzw. roten Marker gekennzeichnet, Denkmale mit Bild mit einem grünen beziehungsweise orangen Marker.
- Bezeichnung: Bezeichnung in den offiziellen Listen des Brandenburgischen Landesamtes für Denkmalpflege. Ein Link hinter der Bezeichnung führt zum Wikipedia-Artikel über das Denkmal.
- Beschreibung: die Beschreibung des Denkmales
- Bild: ein Bild des Denkmales und gegebenenfalls einen Link zu weiteren Fotos des Baudenkmals im Medienarchiv Wikimedia Commons

### Rhinow
| ID-Nr.                           | Lage                 | Bezeichnung              | Beschreibung | Bild                     |
| -------------------------------- | -------------------- | ------------------------ | --- | ------------------------ |
| 09150347 Wikidata                | (Lage)               | Stadtkirche              | Die evangelische Kirche stammt wahrscheinlich aus der zweiten Hälfte des 13. Jahrhunderts. In den Jahren 1734 bis 1735 wurde das Kirchengebäude umfangreich umgebaut. Im Inneren befindet sich ein Kanzelaltar aus der Entstehungszeit. Im Herbst 1905 wurde im Kirchturm ein historisches Marienbild entdeckt, das Experten als Original aus dem 15. Jahrhundert identifizierten. Eine Übergabe an das Provinzialmuseum lehnte der Kirchenvorstand ab, dagegen sollte es einem zu gründenden Ortsmuseum zur Verfügung gestellt werden. | weitere Bilder           |
| 09150494                         | Marktplatz 10 (Lage) | Wohnhaus mit Hofgebäuden | | Wohnhaus mit Hofgebäuden |
| 09150963 Teilobjekt zu: 09150494 | Marktplatz 10 ()     | Stall                    | | ein Bild hochladen       |
| 09150964 Teilobjekt zu: 09150494 | Marktplatz 10 ()     | Scheune                  | | ein Bild hochladen       |
| 09150965 Teilobjekt zu: 09150494 | Marktplatz 10 ()     | Nebengebäude             | | ein Bild hochladen       |

### Kietz
| ID-Nr.   | Lage                | Bezeichnung | Beschreibung                                       | Bild           |
| -------- | ------------------- | ----------- | -------------------------------------------------- | -------------- |
| 09150677 | Dorfstraße 1 (Lage) | Wohnhaus    | Datierung: 1660/1700 / 1701/1800, Umbau: 1801/1900 | weitere Bilder |